# الدبلوماسية العامة لأوكرانيا

العلم الأوكراني

الدبلوماسية العامة لأوكرانيا هي أداة من أدوات السياسة الخارجية لأوكرانيا تهدف إلى تعزيز صورة جذابة للدولة في الخارج، من خلال التواصل على مستوى الجمهور في الدول الأخرى. ويشمل استخدام الدبلوماسية الثقافية، ووسائل التواصل الاجتماعي، والتعاون مع المنظمات غير الحكومية والشتات الأوكراني، وإنشاء وتعزيز علامة تجارية للدولة، وغيرها. كان الدافع لتكثيف الدبلوماسية العامة الأوكرانية هو الرد على التدخل الروسي المسلح على أوكرانيا وحرب المعلومات، وبحث أوكرانيا عن الدعم الأجنبي، وعملية التكامل الأوروبي والأوروبي الأطلسي.

## مواضيع الدبلوماسية العامة لأوكرانيا
المؤسسة الرئيسية لتطوير وتنفيذ الدبلوماسية العامة في أوكرانيا هي إدارة الدبلوماسية العامة التابعة لوزارة الشؤون الخارجية في أوكرانيا، والتي تأسست في عام 2015. المهام الرئيسية للمكتب هي كما يلي:
- تطوير العلاقات العامة والجمعيات العامة ووسائل الإعلام بين الدول الأخرى وأوكرانيا.
- تنفيذ المشاريع الصورية والثقافية والإعلامية لأوكرانيا في الخارج.
- تنسيق إجراءات الهيئات التنفيذية الأخرى في هذه المجالات.[1]

يتكون قسم الدبلوماسية العامة  من الأقسام التالية: قسم الدبلوماسية الثقافية، وإدارة مشاريع الصور، وإدارة العلاقات الإعلامية. القسم له صفحته الرسمية على الفيسبوك. 
يؤدّي المعهد الأوكراني دورًا مهمًا في تعزيز المكون الثقافي للدبلوماسية العامة لأوكرانيا مع المؤسسات الخاصة التابعة لوزارة الثقافة في أوكرانيا: المؤسسة الثقافية الأوكرانية ومعهد الكتاب الأوكراني، اللذان يعززان الثقافة الأوكرانية وتكاملها في الفضاء الثقافي العالمي. من الأمثلة الناجحة على استخدام الدبلوماسية الثقافية هناك عام الثقافة النمساوي الأوكراني 2019، حيث تم تنظيم وعقد عدد من الأحداث في كلا البلدين في العديد من مجالات الثقافة والفن.
منذ عام 2006، يعمل 31 مركزًا ثقافيًا وإعلاميًا في البعثات الدبلوماسية الأجنبية لأوكرانيا، لنشر المعلومات حول أوكرانيا في البلد المضيف.
المغتربون الأوكرانيون (مجتمعات الشتات الأوكراني ونشطاء الموجة الجديدة من الدعم التطوعي للأحداث المتعلقة بثورة الكرامة والأعمال العسكرية في شرق أوكرانيا) هم مزود قوي للترويج الثقافي الأوكراني. في 2013-2015، أسست «الموجة الأخيرة» من الشتات الأوكراني في الخارج حوالي 50 حركة تطوعية.
أنشأ الشتات الأوكراني أيضًا شبكة أوكرانيا العالمية، والتي تهدف إلى الجمع بين الموارد الإبداعية والفكرية والمالية للأوكرانيين في جميع أنحاء العالم لدعم جهود إنشاء فضاء أوكراني خارج الحدود الإقليمية، حيث يمكن للمنظمات الأوكرانية الرائدة والقادة المستقلين والخبراء تعزيز مصالح أوكرانيا.

## وثائق مواضيعية
مفهوم تعميم أوكرانيا في العالم وتعزيز مصالح أوكرانيا في فضاء المعلومات العالمي.
(تمت الموافقة بأمر من مجلس وزراء أوكرانيا في 11 أكتوبر 2016، رقم 739-r)
الغرض من المفهوم:
- الترويج لأوكرانيا في مصادر المعلومات العالمية ومصادر المعلومات الوطنية للدول الأجنبية، بهدف حماية مصالحها السياسية والاقتصادية والاجتماعية والثقافية، وتعزيز وأمنها القومي، واستعادة وحدة أراضيها.
- تكوين صورة إيجابية عن أوكرانيا من خلال تسليط الضوء على المعلومات الموضوعية حول المزايا التنافسية، ونقاط القوة، والإنجازات الهامة لبلدنا على المسرح العالمي، والآفاق الواسعة لتعاون المجتمع الدولي مع أوكرانيا.
- التزويد على المستوى المشترك بين الإدارات أنشطة تشغيلية ومنسقة مستمرة لإعداد ونشر معلومات صادقة وموضوعية في الفضاء العالمي للمعلومات عن أوكرانيا، ولا سيما مناطقها الفردية، فضلاً عن زيادة جاذبية السياحة والاستثمار في أوكرانيا.[7]

وثيقة أمن المعلومات في أوكرانيا
(تمت الموافقة عليه بمرسوم رئيس أوكرانيا في 25 فبراير 2017، رقم 47/2017)
الغرض من الوثيقة هو توضيح مبادئ تشكيل وتنفيذ سياسة المعلومات الحكومية، في المقام الأول لمواجهة تأثير المعلومات المدمر للاتحاد الروسي في سياق حربه المختلطة. تنص الوثيقة، على وجه الخصوص، على مبادئ مثل:
- تكوين صورة إيجابية عن أوكرانيا في العالم، ونقل معلومات فعّالة وموثوقة وموضوعية حول الأحداث في أوكرانيا إلى المجتمع الدولي.

- تطوير نظام البث الأجنبي لأوكرانيا، وضمان وجود قناة أوكرانية بلغة أجنبية في شبكات الكابل، وفي البث الفضائي خارج أوكرانيا.[8]

إستراتيجية التنمية المستدامة لأوكرانيا 2020
(تمت الموافقة عليه بموجب مرسوم رئيس أوكرانيا في 12 يناير 2015، رقم 5/2015)
تنصُّ الاستراتيجية، على وجه الخصوص، على الحاجة إلى إنشاء وتنفيذ برنامج للترويج لأوكرانيا في جميع أنحاء العالم وتعزيز مصالح أوكرانيا في فضاء المعلومات العالمي، المُحدّد كأحد الأولويات القصوى، وبرنامج إنشاء علامة تجارية «أوكرانيا».

## العلامة التجارية لأوكرانيا

شعار أوكرانيا الآن

في عام 2010، طورت (CFC Consulting) أوّل إستراتيجية وطنية شاملة للعلامة التجارية «أوكرانيا» لوزارة الشؤون الخارجية في أوكرانيا. في هذا الصّدد، تم إنشاء شعار وضع أوكرانيا في الخارج - «أوكرانيا، تتحرك في المسار السريع!»
أوكرانيا الآن هي العلامة التجارية الرسمية لأوكرانيا وفقًا لأمر مجلس وزراء أوكرانيا بتاريخ 10 مايو 2018. تم تطوير المفهوم مع الشعار من قبل وكالة الإبداع (Banda Agency) لتأسيس العلامة التجارية لأوكرانيا حول العالم، وجذب الاستثمار إلى البلاد، وتحسين إمكانات السياحة. أوكرانيا الآن هي علامة تجارية مفتوحة يمكن لأي شخص استخدامها. يتم استخدام الشعار بنشاط من قبل الوكالات الحكومية والشركات الأوكرانية.
تُعدُّ مراجعات هذه العلامة التجارية إيجابية في الغالب، كما يتضح من فوز (Banda) في مسابقة التصميم (Red Dot Award) 2018، عن تصنيفها لأوكرانيا في فئة هوية الشركة. 